# Зилион филм
Зилион филм је српска продуцентска кућа основана 22. фебруара 1996. године.

## Историјат
Оснивач компаније је глумац Лазар Ристовски, који оснива Зилион филм како би реализовао свој дебитантски филм Бело одело чији је буџет тада износио 1.200.000 долара.
Током година Зилион филм као продуцент или копродуцент учествовао је у реализацији преко 18 играних филмова и неколико тв серија. 
Неки од филмова су подржавани финансијски од европског филмског фонда Еуроимаж. 
Према броју произведених филмова и учешћа њихових филмова на иностраним фестивалима, Зилион филм спада у најуспешније продуцентске куће у Србији.
Значајна делатност је пружање услуге извршне и копродукције за потребе припрема и снимања дугометражних, кратких и документарних филмова као и за потребе тв серија и реклама за територије Србије и Црне Горе: обављање различитих послова од развоја сценарија, преко развоја пројекта до извиђања локације, кастинга, израде буџета, разраде сценарија, израде плана снимања као и све врсте израде организационих и логистичких услуга.
Такође се баве и издаваштвом. Уочи премијере филма Бело одело, објављен је и истоимен роман аутора Лазара Ристовског који је издао Зилион филм. 
Осим овог романа, написао је и књигу Како је Ристовски добио Оскара. У сарадњи са песником Божом Копривицом приредио је збирку српских љубавних песама Антологија Љубавне поезије српске.

## Продукција
| Год.       | Назив                          | Улога |
| ---------- | ------------------------------ | ----- |
| 1990-е     |                                |       |
| 1999.      | Бело одело                     |       |
| 2000-е     |                                |       |
| 2001.      | Бумеранг                       |       |
| 2002.      | Мала ноћна музика              |       |
| 2004.      | Пад у рај                      |       |
| 2004.      | Сан зимске ноћи                |       |
| 2006.      | Оптимисти                      |       |
| 2006.      | Сутра ујутру                   |       |
| 2006.      | Кројачева тајна                |       |
| 2009.      | Свети Георгије убива аждаху    |       |
| 2010-е     |                                |       |
| 2011.      | Бели лавови                    |       |
| 2013.      | Свештеникова деца              |       |
| 2015.      | Народни херој Љиљан Видић      |       |
| 2016.      | С оне стране                   |       |
| 2016.      | Дневник машиновође             |       |
| 2018.      | Краљ Петар Први                |       |
| 2018.      | Између дана и ноћи             |       |
| 2019.      | Краљ Петар Први (серија)       |       |
| 2019.      | Пијавице                       |       |
| 2019.      | Која је ово држава             |       |
| 2020-е     |                                |       |
| 2020.      | Име народа                     |       |
| 2021.      | Име народа (мини-серија)       |       |
| 2021.      | Плави цвијет                   |       |
| 2023.      | Тунел (ТВ серија)              |       |
| 2023.      | Света породица (хрватски филм) |       |
| 2021-2024. | Дрим тим                       |       |
| 2024.      | Крунска 11                     |       |
| 2025.      | Срећна породица - Рале и Маре  |       |
| 2025.      | Бумбарово љето                 |       |
| 2025.      | Јужина                         |       |
| 2025.      | Салигија                       |       |
| 2025.      | Саучесници                     |       |
| 2025.      | Зваћеш се Варвара              |       |